# Eunothrotes
Eunothrotes is een geslacht van rechtvleugeligen uit de familie Pamphagidae. De wetenschappelijke naam van dit geslacht is voor het eerst geldig gepubliceerd in 1907 door Adelung.

## Soorten
Het geslacht Eunothrotes  is monotypisch en omvat slechts de volgende soort:
- Eunothrotes derjugini (Adelung, 1907)